# Osztrópatakai vandál királysír

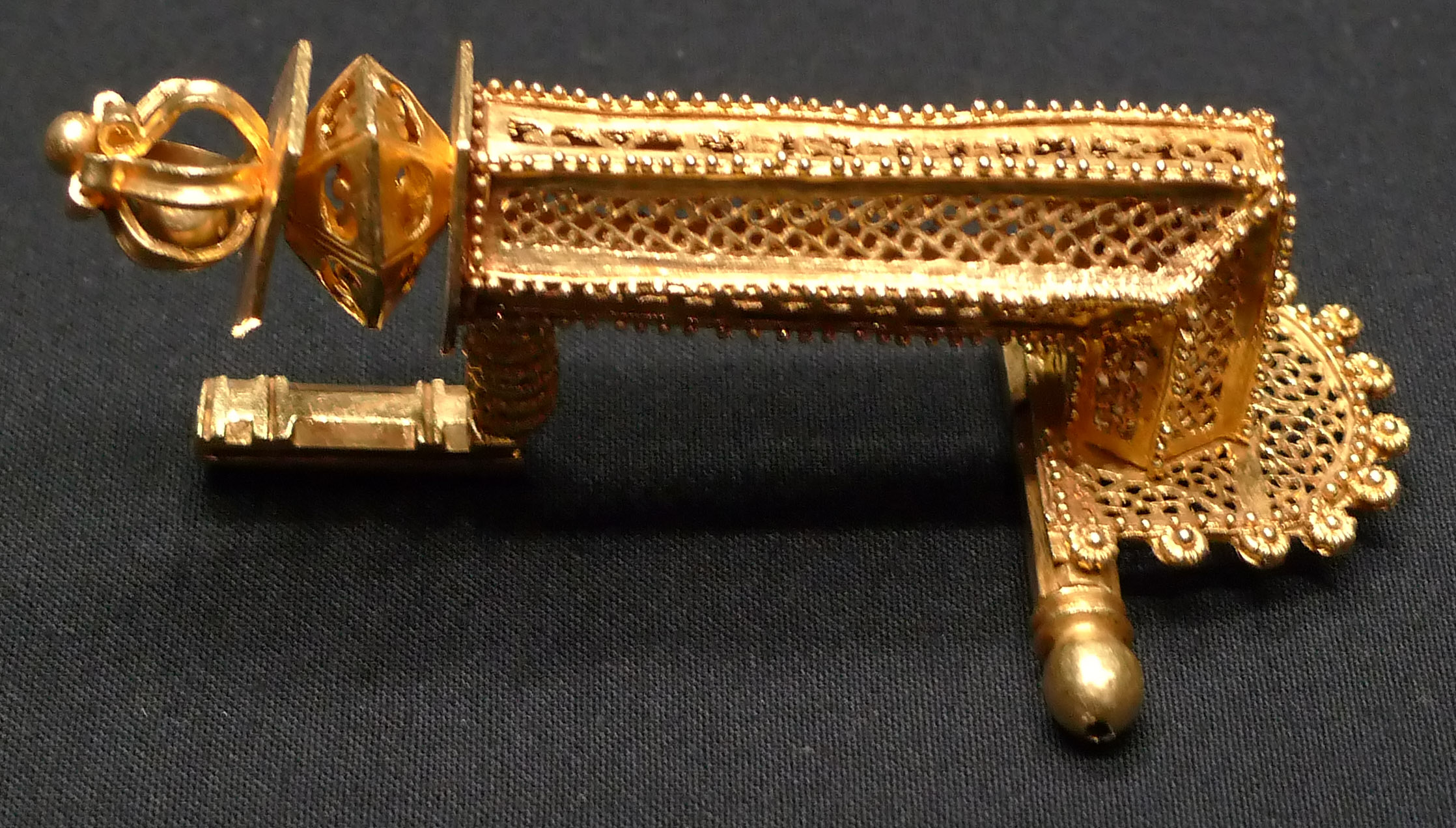
Az aranyfibula

Vandál fejedelmi temetkezés 2 sírral.

## Összetétele
1790-ben előkerült az első sír Osztrópatakán a Pécsi család birtokán. Legszebb darabjai a Kunsthistorisches Museumba kerültek, a többi elveszett. Nagy arany nyakperec (filigrán, granuláció), kiszélesedő végű arany karperec, arany serleg (filigrán), nagy ónixfibula áttört aranyfibula (feliratos, római ajándék, „utere felix”), bronz tripus, ezüst tálak, 2 további fibula, római ezüstkanál, dák ezüstfibula.
1865-ben előkerül a 2. sír: 3 m mély, sok köves szárazfalazás. Fiatal, vékony csontú nő sírja. A leletek a Nemzeti Múzeumba kerülnek. Arany nyakperec (tekercselt filigrándrót), kiszélesedő végű arany karperec, arany gyűrűk, fibulák, 4 db díszes aranylemez lábnál, kés, olló, övcsat, elefántcsont fésű, ezüstveretes favödör, római üvegcsészék, faedény, római pénz 250-ből (obulusként, arany).
Keltezés: korábban a 4. század elejére vagy második felére tették, az újabb kutatások szerint a 3. század végéről származhat.